# Rajon Solotonoscha
Der Rajon Solotonoscha (ukrainisch Золотоніський район/Solotoniskyj rajon; russisch Золотоношский район/Solotonoschski rajon) ist ein ukrainischer Rajon mit etwa 130.000 Einwohnern. Er liegt in der Oblast Tscherkassy und hat eine Fläche von 4246 km², der Verwaltungssitz befindet sich in der namensgebenden Stadt Solotonoscha.

## Geographie
Der Rajon liegt im Nordosten der Oblast Tscherkassy und grenzt im Nordwesten an den Rajon Boryspil (in der Oblast Kiew gelegen), im Nordosten an den Rajon Lubny (in der Oblast Poltawa gelegen), im Südosten an den Rajon Krementschuk (Oblast Poltawa) sowie im Südwesten an den Rajon Tscherkassy.

## Geschichte
Der Rajon wurde am 4. März 1923 gegründet. Am 17. Juli 2020 kam es im Zuge einer großen Rajonsreform zur Auflösung des alten Rajons und einer Neugründung unter Vergrößerung des Rajonsgebietes um die Rajone Drabiw und Tschornobaj sowie der bis dahin unter Oblastverwaltung stehenden Stadt Solotonoscha.

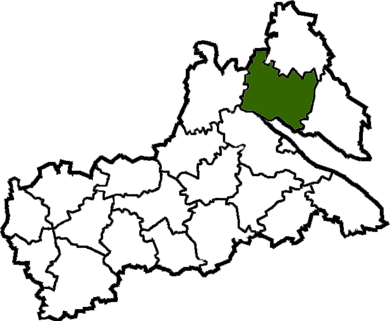
Rajon Solotonoscha bis Juli 2020
Rajonsgebiet ab Juli 2020

## Administrative Gliederung
Auf kommunaler Ebene ist der Rajon in 11 Hromadas (1 Stadtgemeinde, 2 Siedlungsgemeinden und 8 Landgemeinden) unterteilt, denen jeweils einzelne Ortschaften untergeordnet sind.
Zum Verwaltungsgebiet gehören:
- 1 Stadt
- 2 Siedlungen städtischen Typs
- 138 Dörfer
- 27 Ansiedlungen

Die Hromadas sind im Einzelnen:
- Stadtgemeinde Solotonoscha
- Siedlungsgemeinde Drabiw
- Siedlungsgemeinde Tschornobaj
- Landgemeinde Helmjasiw
- Landgemeinde Irklijiw
- Landgemeinde Nowa Dmytriwka
- Landgemeinde Pischtschane
- Landgemeinde Schramkiwka
- Landgemeinde Soriwka
- Landgemeinde Welykyj Chutir
- Landgemeinde Wosnessenske